# فاتال فيوري: فيرست كونتاكت
فاتال فيوري: فيرست كونتاكت (بالإنجليزية: Fatal Fury: First Contact)‏، هي لعبة فيديو يابانية من نوع قتال، صدرت اللعبة في الأسواق سنة 1999، وتعمل اللعبة لمنصتي نيو جيو بوكيت كولر ونينتندو سويتش.